# East Point (Alabama)
East Point es un lugar designado por el censo ubicado en el condado de Cullman en el estado estadounidense de Alabama. En el año 2010 tenía una población de 201 habitantes.

## Geografía
East Point se encuentra ubicado en las coordenadas 34°11′24″N 86°47′13″O / 34.19000, -86.78694.